# Lienzo charro

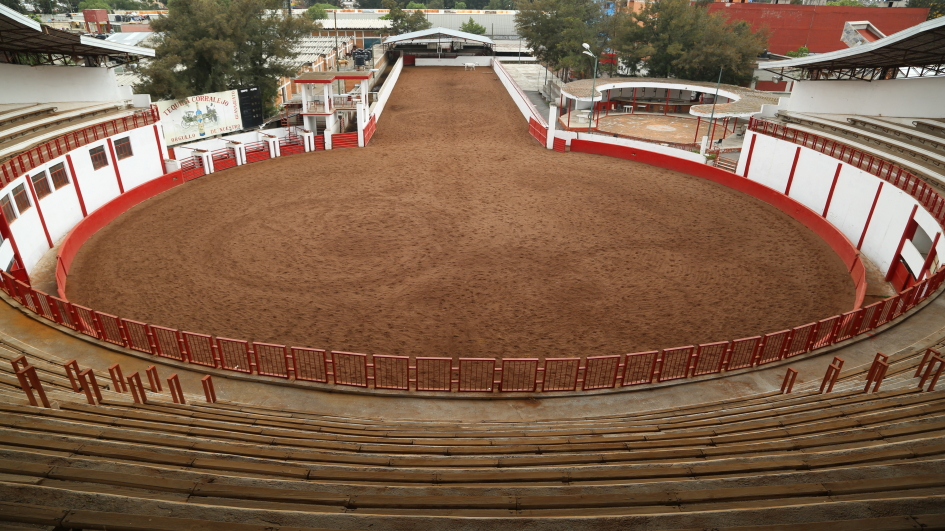
Lienzo Charro en la Ciudad de México.

Diferentes fotos aéreas de lienzos charros.

Un lienzo charro es el recinto deportivo en el que se practica la disciplina de charrería, deporte nacional de México y Patrimonio Cultural Inmaterial de la Humanidad.
Básicamente se trata de un ruedo de, cuando menos, 40 metros de diámetro, unido a un carril rectangular, denominado manga, de 60 metros de largo por 12 metros de ancho, medidas especificadas en el Reglamento General de Competencias de la Federación Mexicana de Charrería, que es la máxima rectora del deporte charro en México. 
En el lienzo charro se celebran las competencias deportivas de la charreria: la charreada (rama varonil) y la escaramuza charra (rama femenil). La charreada, una competición de charros, madre del rodeo estadounidense, y que es un evento festivo caracterizado por competiciones entre equipos de charros, que realizan las faenas o suertes individuales, en la que los miembros del equipo deben ir acumulando puntos y el equipo con más puntos al final es quien se lleva la victoria. Incluye demostraciones de habilidades y competencias ecuestres.
Existen lienzos en prácticamente todos los municipios de México, desde humildes lienzos construidos con madera o piedra, hasta vanguardistas instalaciones como la Arena San Marcos de Aguascalientes, el Auditorio Amado Nervo de Tepic o el "Hidalgo, Cuna de la Charrería" de Pachuca, con capacidad para más de siete mil espectadores.